# Wolfgang Keilig
Friedrich Wolfgang „Wolf“ Keilig (* 21. Mai 1915 in Chemnitz; † 29. Oktober 1984 in Kalenborn) war ein deutscher Offizier, zuletzt Brigadegeneral des Heeres der Bundeswehr, und Militärschriftsteller. Er war Amtschef des Amtes für Studien und Übungen der Bundeswehr und von 1963 bis 1967 Vorsitzender des Deutschen Bundeswehrverbandes.

## Leben
Beförderungen
- 20. April 1936 Leutnant
- 1. Januar 1939 Oberleutnant
- 1. Oktober 1941 Hauptmann
- 1. August 1943 Major i. G.
- 1. August 1956 Oberstleutnant
- 22. April 1959 Oberst
- 27. Juli 1964 Brigadegeneral

Wolfgang Keilig, aus dem Königreich Sachsen stammend und Sohn eines Oberregierungsrates, besuchte bis zum Abitur 1934 das Realgymnasium Annaberg. Er trat als Fahnenjunker in die Reichswehr und wurde im Artillerie-Regiment 4 in Dresden und Bautzen ausgebildet. 1935 besuchte er die Infanterieschule der Reichswehr in München und die Artillerieschule in Jüterbog. 1937 ging er auf die Heeresnachrichtenschule in Halle (Saale). Zwischenzeitlich war er Batterie- und Nachrichtenoffizier im Artillerie-Regiment 24 in Plauen. 1937 absolvierte er die Fahrerausbildung an der Kavallerieschule der Reichswehr in Hannover. Im Anschluss wurde er als Abteilungsadjutant im Artillerie-Regiment 24 verwendet. Im Februar 1940 kam er als Regimentsadjutant und Batteriechef in das Artillerie-Regiment 293; im November/Dezember diente er im Stab des Artillerie-Kommandeurs 121. Von 1940 bis 1942 war er O1 der Panzergruppe 1 der Wehrmacht. Kurzzeitig vertrat er den Ia in der 330. Infanterie-Division. Von Februar bis Mai 1942 war er Ib im Panzerarmeeoberkommando 3. Im Sommer 1942 erst (später erneut) in die Führerreserve beim Oberkommando der Wehrmacht (OKW) versetzt und zur 198. Infanterie-Division kommandiert. Er absolvierte 1942/43 den 8. Generalstabslehrgang an der Kriegsakademie in Berlin. Im März 1943 wurde er Ib der 1. Panzer-Division. Danach wurde er in den Generalstab und die Führerreserve versetzt. Im Dezember 1943 wurde er  Id der Heeresgruppe F und im Juni 1944 Ia der 6. Panzerdivision. Von Januar bis März 1945 war er stellvertretender Führer des Panzer-Artillerie-Regiments 46. Von Mai 1945 bis Mai 1946 war er in amerikanischer Kriegsgefangenschaft. Nach der Entlassung war er kaufmännisch tätig und von 1952 bis 1954 Referent des Verbandes deutscher Soldaten. Im November 1955 wurde er in die Bundeswehr übernommen. Er war zunächst Hilfsreferent und Referent im Referat III B 5 im Bundesministerium der Verteidigung (BMVg) in Bonn und stellvertretender Leiter und Leiter der Annahmestelle Bonn. Von 1958 bis 1962 war er im Referat P III 2 im BMVg tätig. 1962/63 war er stellvertretender Kommandeur der Panzerbrigade 30 in Ellwangen und im Anschluss Unterabteilungsleiter im Führungsstab der Bundeswehr (Fü B) in Bonn. Ab 1969 war er im Stab für Studien und Übungen der Bundeswehr (StabStudÜbBw) in Bergisch Gladbach tätig und war 1970/71 dort Amtschef. 1971 trat er außer Dienst. Keilig war seit 1944 verheiratet und hatte zwei Töchter.

## Sonstiges
Von 1963 bis 1967 war er Vorsitzender des Deutschen BundeswehrVerbandes (DBwV). In den 1960er Jahren sprach er sich für eine eigene Militärgerichtsbarkeit der Bundeswehr, auch im Frieden, aus. Er äußerte sich wie folgt: „die derzeitige Regelung der Wehrstrafgerichtsbarkeit [wird] den militärischen Bedürfnissen nicht gerecht“ und er meinte, dass sich die deutsche Militärjustiz im 20. Jahrhundert bewährt habe. In der Weimarer Republik war das Militärstrafgesetzbuch außer Kraft gesetzt worden, der Nationalsozialismus führte es wieder ein.
Außerdem kritisierte er die gegründete Fachgruppe der Soldaten der Gewerkschaft Öffentliche Dienste, Transport und Verkehr, die in Konkurrenz zum DBwV stand: Zur Rolle der ÖTV meinte er:

„Wir sprechen der ÖTV die sachliche und fachliche Eignung ab, sich zum Wahrer der berufsethischen und sozialen Belange der Soldaten aufzuwerfen. Die ÖTV hat in den vergangenen acht Jahren des Aufbaus der Bundeswehr keinen Finger zur Lösung der sozialen Probleme der Soldaten gekrümmt.“

## Auszeichnungen
- Eisernes Kreuz I. Klasse
- Bundesverdienstkreuz 1. Klasse (1971)

## Schriften
- Wenn Beweispapiere fehlen. Handbuch der bisher erfassten Personalunterlagen der ehemaligen Deutschen Wehrmacht. 2. Auflage, Schild-Verlag, München 1954.
- Das Deutsche Heer 1939–1945. Gliederung, Einsatz, Stellenbesetzung. 3 Bände, Podzun, Bad Nauheim 1956 ff.
- hrsg.: Rangliste des deutschen Heeres 1944/1945. Dienstalterlisten T. u. S. d. Generale u. Stabsoffiziere d. Heeres vom 1. Mai 1944 mit amtl. belegbaren Nachtr. bis Kriegsende u. Stellenbesetzung d. höheren Kommandobehörden u. Divisionen d. Dt. Heeres am 10. Juni 1944. Podzun-Pallas, Friedberg 1979, ISBN 3-7909-0113-X.
- Die Generale des Heeres 1939–1945. Truppenoffiziere, Sanitätsoffiziere im Generalsrang, Waffenoffiziere im Generalsrang, Offiziere d. Kraftfahrparktruppe im Generalsrang, Ingenieur-Offiziere im Generalsrang, Wehrmachtsrichter im Generalsrang, Verwaltungsoffiziere im Generalsrang, Veterinäroffiziere im Generalsrang. Podzun-Pallas, Friedberg 1983, ISBN 3-7909-0202-0.